# Kurt von Tepper-Laski
Pour les articles homonymes, voir Tepper et Laski.
Kurt von Tepper-Laski (né le 8 août 1850 à Stabelwitz (pl) - mort le 5 février 1931 à Berlin) était un officier, écrivain, sportif, journaliste et militant pacifiste allemand.
Officier dans la cavalerie, Tepper-Laski est décoré lors de la Guerre franco-allemande de 1870. Il démissionne forcé de l'armée puis s'investit dans sa passion qu'est l'équitation. Passionné également par la culture française, il plaide pour la cause franco-allemande. Très critique envers la politique de l'Empire, Tepper-Laski pense au suicide, lorsqu'il apprend que les crédits de guerre sont votés en 1914. La même année, il fonde avec d'autres l'association pacifiste Bund Neues Vaterland dont il prend la direction. En raison de ses positions contre l'Allemagne, il est accusé de haute trahison en novembre 1915. Il se prononce pour le renversement de la monarchie à l'été 1918 et la constitution d'une république démocrate-socialiste. Malade, il se retire de la politique en 1919.